# Protochauliodes montivagus
Protochauliodes montivagus är en insektsart som beskrevs av Chandler 1954. Protochauliodes montivagus ingår i släktet Protochauliodes och familjen Corydalidae. Inga underarter finns listade i Catalogue of Life.